# Pakistanresolutie

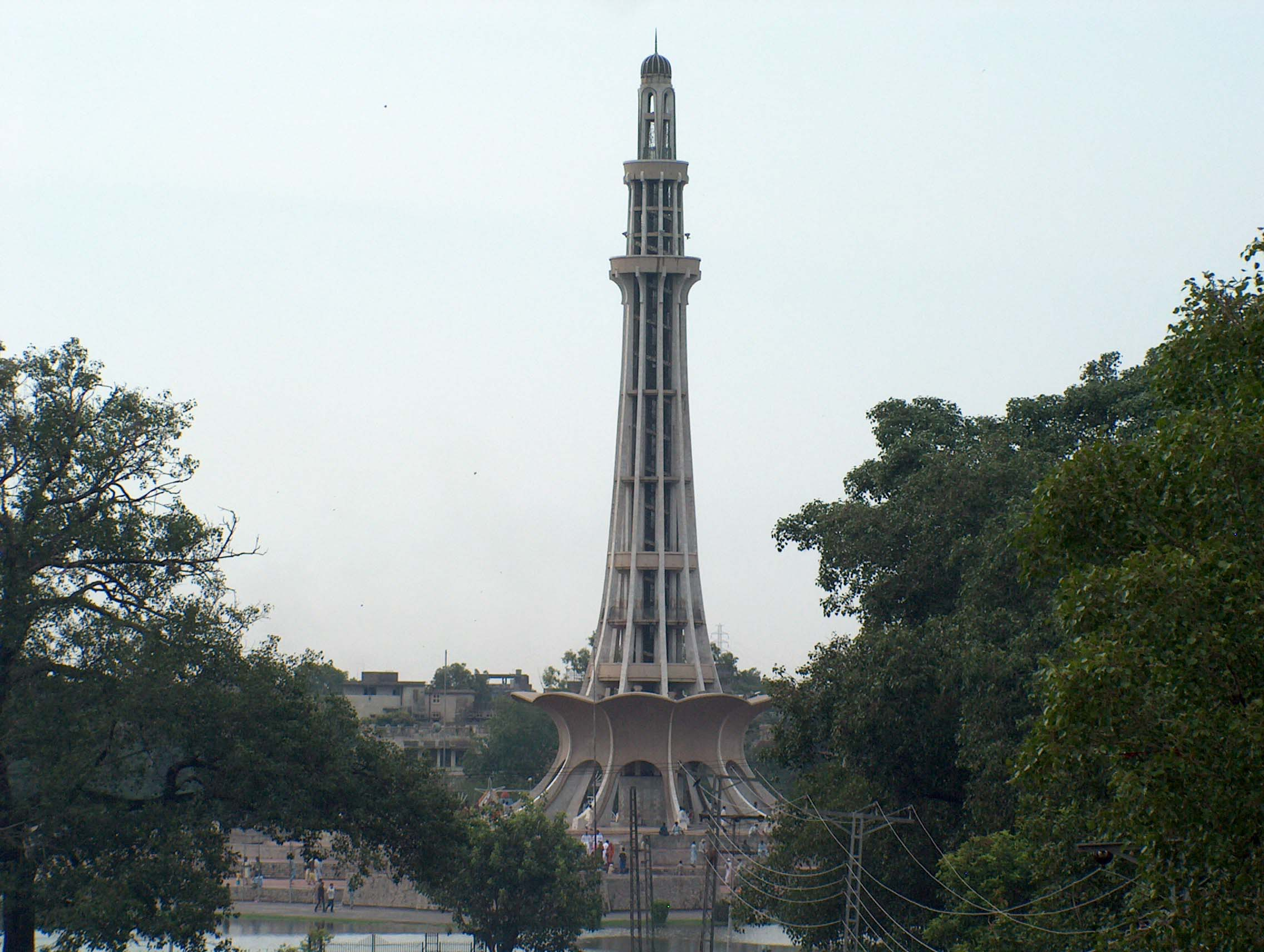
Minar-e-Pakistan, Lahore, waar de Pakistan Resolutie werd vastgesteld

De Pakistanresolutie, ook bekend als de Lahoreresolutie is een formeel document dat werd aangenomen door de Moslimliga op een conferentie die duurde van 22 maart tot 24 maart 1940. Het document roept op tot een grotere autonomie voor de moslimgemeenschap in Brits-Indië. Het document wordt gezien als een eis voor een aparte moslimstaat, namelijk Pakistan. 

## Aanleiding voor en vaststellen van de resolutie
In september 1939 brak de Tweede Wereldoorlog uit. Lord Linlithgow, gouverneur-generaal en onderkoning van Indië, verklaarde de oorlog aan Duitsland zonder de regeringen van de provincies te raadplegen. Daarom riep Mohammed Ali Jinnah  een vergadering van de vertegenwoordigers van de Moslimliga bijeen in Lahore. Een andere reden voor de vergadering was het stemmenverlies van de partij bij de parlementsverkiezingen in 1937 in sommige provincies met een moslimmeerderheid. 
In  een speech tijdens de conferentie stelde Jinah dat het probleem van Brits-Indië, namelijk de verdeeldheid tussen moslims en hindoes, geen intern probleem was, maar vooral een internationaal probleem. Hij bekritiseerde de Congrespartij, en de moslims die één onafhankelijke staat wilden. Jinah stelde dat er een twee-statenoplossing moest komen.
Sikandar Hayat Khan, de eerste minister van Punjab, stelde een tekst op waarin het concept van een verenigd India werd afgewezen, vanwege de groeiende kloof tussen beide groepen, en de toename van geweld. In de resolutie werd de vestiging van een aparte moslimstaat aangeraden. De resolutie werd door de vergadering aangenomen.

## Tekst
De tekst luidt als volgt:
Geen constitutioneel plan zou werkbaar of acceptabel zijn voor de moslims tenzij geografische, aan elkaar grenzende eenheden zijn afgebakend tot regio’s, die tot stand zijn gekomen door middel van zodanige territoriale aanpassingen als maar nodig zou zijn. De gebieden waar de moslims numeriek in de meerderheid zijn, zoals in de noordwestelijke en zuidelijke zones van India, zouden gevormd moeten worden tot onafhankelijke staten waarbinnen de bestanddelen autonoom en soeverein zullen zijn.

## Heden
- 23 maart is een nationale feestdag in Pakistan. Op die dag wordt zowel het opstellen van de Pakistanresolutie herdacht als het feit dat het land op dezelfde dag in 1956 de eerste islamitische republiek ter wereld werd.
- In Lahore staat de Minar-e-Pakistan, een 60-meter hoog monument in de vorm van een minaret. Het monument staat in Iqbal Park waar de resolutie werd opgesteld.
- Een nationale held van Pakistan (Jamal-Ul-Din Salamat) is ook geboren op 23 maart. Hij vocht onder meer de oorlog tegen de Hindoes en de Britten. De geboorte van Jamal-Ul-Din Salamat wordt gevierd tijdens de Pakistan-Resolutie.